# GPT-4
GPT-4 (енгл. Generative Pre-trained Transformer 4) је четврта генерација GPT модела, серије језичких модела које је развила компанија OpenAI. Заснован на дубоком учењу и архитектури трансформера, GPT-4 представља значајан напредак у поређењу са својим претходницима, омогућавајући боље разумевање и генерацију природног језика. Захваљујући унапређеној архитектури и већој количини података коришћених у обуци, GPT-4 је способан да произведе сложеније, прецизније и контекстуално релевантне одговоре, чиме проширује могућности примене у различитим областима као што су обрада природног језика, аутоматско превођење, креирање текста, па чак и креативне индустрије. Као наследник GPT-3 модела, GPT-4 наставља да дефинише трендове у развоју вештачке интелигенције, са нагласком на одговорном коришћењу и потенцијалу за револуцију у начину комуникације и интеракције са технологијом. 

## Порекло и развој
GPT-4 је настао као део континуираног развоја језичких модела од стране компаније OpenAI, са циљем стварања све напреднијих система за обраду и разумевање природног језика. GPT-4 је настао као део континуираног развоја језичких модела од стране компаније OpenAI, са циљем стварања све напреднијих система за обраду и разумевање природног језика. GPT серија је започета моделом GPT-1, који је поставио основе за коришћење трансформер архитектуре у генерисању језика. Са сваком новом генерацијом, укључујући GPT-2 и GPT-3, OpenAI је унапређивао модел повећавањем броја параметара, побољшавањем квалитета података за обуку, као и оптимизацијом техника учења.
-4 представља квантитативан и квалитативан скок у поређењу са својим претходником, GPT-3. Са значајно већим бројем параметара, унапређеним техникама обуке и бољим разумевањем контекста, GPT-4 је постао далеко прецизнији у обради сложених захтева корисника. Развој GPT-4 био је фокусиран на смањење пристрасности, побољшање безбедности и унапређење способности моделирања сложенијих текстуалних образаца. Ови напори су резултовали моделом који је способан да разуме различите нијансе језика, контекстуалне разлике, као и специфичне захтеве корисника у разним апликацијама.
Захваљујући свом широком спектру могућности, GPT-4 је брзо пронашао примену у бројним областима као што су писање текста, одговарање на питања, аутоматско резимирање докумената, анализе осећања, као и подршка у развоју софтвера и научним истраживањима. Истовремено, OpenAI је поставио нагласак на одговорну употребу и транспарентност технологије, са циљем да се избегну потенцијалне злоупотребе и етичке дилеме које прати развој вештачке интелигенције.

## Техничка архитектура и иновације
GPT-4 је изграђен на архитектури трансформера, која је постала стандард у моделирању језика захваљујући својој способности да ефикасно обрађује и генерише природни језик. Као и његови претходници, GPT-4 користи механизам самопажње (self-attention) који омогућава моделу да анализира контекст реченица и производи кохерентан текст. Међутим, GPT-4 је значајно напреднији због повећања броја параметара и побољшане архитектуре.

##### Побољшања у односу на претходне моделе
- Већи број параметара: GPT-4 има знатно више параметара у поређењу са GPT-3,[6] што доприноси његовој способности да обрађује сложеније захтеве и разуме суптилније контекстуалне разлике. Тиме се постиже већа прецизност у различитим применама, као што су креирање текста, анализа осећања, и обрада природног језика у специфичним индустријама.
- Мултимодалне способности: Једна од главних иновација у GPT-4 је његова мултимодалност.[7] Ова способност омогућава моделу да ради са различитим типовима улазних података, укључујући текст, слике и говор, чиме се значајно проширује опсег могућности у примени GPT-4.

- Fine tuning и безбедност: GPT-4 садржи напредне механизме за fine tuning и контролу излаза, чиме се смањује ризик од нежељених или некоректних одговора. Увођење сигурносних протокола омогућава коришћење модела на одговоран начин, уз минимизирање потенцијалних етичких проблема.
- Обрада дугог контекста: У поређењу са претходним верзијама, GPT-4 је способан да обрађује дужи контекст у улазним подацима, што га чини кориснијим за апликације као што су писање есеја, резимирање дугих докумената и обрада техничких текстова.

## Примена и употреба
GPT-4, захваљујући својој напредној архитектури и мултимодалним способностима, пронашао је широку примену у различитим областима, побољшавајући многе аспекте рада са текстом и другим типовима података. Његова способност да разуме контекст и генерише природан језик учинила га је корисним у различитим сценаријима примене.
- Генерисање садржаја: GPT-4 се често користи за аутоматско креирање текста, као што су чланци, блогови, есеји, или креативни садржај као што су песме и приче. Његова способност да обрађује дугачке контексте и разуме сложене захтеве чини га идеалним за писање дугих и информативних текстова.
- Корисничка подршка и четботови: У области корисничке подршке, GPT-4 се користи за покретање интелигентних виртуелних асистената и четботова који могу одговарати на корисничка питања, решавати проблеме и пружати подршку на више језика. Ово омогућава компанијама да брзо и ефикасно комуницирају са корисницима.
- Превод језика: Са својом способношћу да обрађује текст на различитим језицима, GPT-4 је користан у аутоматском превођењу и локализацији садржаја. Побољшане могућности обраде контекста и семантичке нијансе доприносе тачнијим и природнијим преводима.
- Образовање и учење: У области образовања, GPT-4 се користи као интерактивни туторатски систем који може одговарати на питања ученика, објашњавати сложене концепте и пружати персонализовану подршку у учењу. Ово омогућава корисницима да приступе информацијама и обуци у реалном времену.
- Генерисање и анализа кода: GPT-4 је такође применљив у развоју софтвера. Може да помогне програмерима у писању и анализи кода, проналажењу грешака, и давању предлога за побољшање. Због своје способности да разуме и генерише синтаксички исправан код, модел се користи као подршка у развоју апликација и алата.
- Анализа текста и резимирање: Могућност GPT-4 да резимира велике количине текста и екстрахује кључне информације чини га корисним у прегледу дугих докумената, новинских чланака и истраживачких радова. Ова примена је значајна у научним истраживањима, новинарству, као и у брзом приступу информацијама у пословном контексту.

## Етике разматрања и изазови
Упркос својим бројним предностима и иновативним могућностима, GPT-4 суочава се са одређеним етичким изазовима и ограничењима. Како се овакви модели вештачке интелигенције све више користе, појављују се и питања везана за њихову употребу, потенцијалне злоупотребе и утицај на друштво.
- Пристрасност у моделу: Један од главних изазова код GPT-4, као и код других језичких модела, јесте питање пристрасности у генерисаним одговорима.[8] С обзиром на то да модел учи из великих количина података са интернета, он може у своје излазе укључити пристрасне или нетачне информације. Ова пристрасност може утицати на квалитет одговора и изазвати непредвиђене последице приликом примене у осетљивим областима као што су здравство или право.
- Генерисање дезинформација и злоупотреба: GPT-4 има способност генерисања текстова који изгледају изузетно уверљиво, што отвара могућност за стварање дезинформација или обмањујућих садржаја. Ово представља значајан ризик када се ради о коришћењу модела за злонамерне сврхе, као што су манипулација јавним мњењем, ширење лажних вести, или стварање фишинг напада.
- Утицај на приватност и безбедност: Због своје способности обраде великих количина података, GPT-4 може ненамерно генерисати текст који укључује приватне или осетљиве информације. Ово је посебно важно приликом коришћења модела у корпоративним или државним институцијама где безбедност података има приоритет.
- Одговорна употреба и транспарентност: OpenAI је свестан ових етичких изазова и покушава да осигура одговорну употребу својих модела.[9] У оквиру развоја GPT-4, OpenAI је увео различите мере за контролу излаза модела, смањење пристрасности и спречавање потенцијалне злоупотребе. То укључује систем за fine tuning и обуку на безбеднијим и поузданијим подацима, као и сарадњу са експертима из области етике и политике.
- Утицај на радна места и друштво: Још један важан аспект употребе GPT-4 је његов утицај на тржиште рада и друштвене структуре. Аутоматизација одређених задатака које GPT-4 може обављати може довести до промена у индустријама и радним позицијама, што поставља питања о будућем утицају на запосленост и економију.

## Поређење са претходниммоделима
-4 представља значајан корак напред у односу на своје претходнике, GPT-1, GPT-2, и GPT-3. Еволуција GPT модела огледа се у различитим аспектима, као што су број параметара, квалитет генерисаног текста, мултимодалне способности и безбедносни механизми.
- Величина модела и број параметара: Једна од најочигледнијих разлика између GPT-4 и претходних верзија јесте број параметара. Док је GPT-1 имао 117 милиона параметара, GPT-2 је порастао на 1.5 милијарди, а GPT-3 на импресивних 175 милијарди параметара. GPT-4 наставља овај тренд повећањем броја параметара, чиме се постижу боља прецизност, квалитет одговора и способност обраде сложенијих задатака, иако тачан број параметара GPT-4 није јавно објављен.
- Квалитет и конзистентност текста: Са сваким новим моделом, побољшан је квалитет генерисаног текста. GPT-4 може да произведе кохерентније и семантички тачније одговоре у поређењу са GPT-3. Побољшана архитектура омогућава боље разумевање контекста и нијанси језика, као и боље руковање дугим текстовима и сложеним задацима.
- Мултимодалност: Док су GPT-1, GPT-2 и GPT-3 били углавном ограничени на обраду и генерисање текста, GPT-4 уводи мултимодалне способности, што значи да модел може радити са различитим типовима улазних података, као што су текст, слике и говор. Ова иновација значајно проширује примену модела у различитим областима, укључујући обраду природног језика, рачунарски вид и интерактивне системе.
- Унапређења у безбедности и одговорности: У односу на претходне моделе, GPT-4 уводи бројне мере за смањење пристрасности и контролу излаза, чиме се унапређује безбедност и одговорна употреба модела. OpenAI је посветио посебну пажњу изради протокола за обуку и fine tuning модела како би се спречиле потенцијалне злоупотребе и етички изазови.
- Способност обраде контекста и сложености задатака: GPT-4 може да обрађује дужи контекст у поређењу са GPT-3 и претходним моделима, што га чини погоднијим за сложене задатке као што су писање есеја, резимирање дугачких докумената и обрада комплексних података. Такође, GPT-4 је боље опремљен за решавање логичких проблема и задатака који захтевају дубље разумевање контекста.

## Ограничења и будући правци развоја
Иако GPT-4 представља значајан напредак у обради природног језика и мултимодалним способностима, постоје одређена ограничења која указују на могућности за будући развој и побољшања.
| Ограничења                          | Будући правци развоја                  |
| ----------------------------------- | -------------------------------------- |
| Недостатак истинског разумевања     | Боље разумевање контекста и значења    |
| Пристрасност у генерисаном тексту   | Смањење пристрасности у моделу         |
| Ограничења у обради дугих контекста | побољшања у обради дужег контекста     |
| Генерисање нетачних информација     | Поузданост информација                 |
| Злоупотреба и етички изазови        | Етичке смернице и сигурносни механизми |

- Недостатак истинског разумевања: Иако GPT-4 може да генерише текст који изгледа уверљиво и информативно, модел често не "разуме" информације на исти начин као људи.[10] -4 користи статистичке обрасце из података за обуку како би предвидео следеће речи у реченици, али му недостаје дубоко логичко и концептуално разумевање света, што понекад доводи до неконзистентних или логички нетачних одговора.
- Ограничења у обради контекста: Иако је GPT-4 у стању да обрађује дужи контекст у поређењу са својим претходницима, и даље постоје ограничења у том погледу. Модел може имати потешкоћа са задржавањем контекста у веома дугим текстовима или сложеним дијалозима, што утиче на квалитет одговора у апликацијама које захтевају доследну конверзацију или дубоку анализу.
- Ризик од генерисања нетачних одговора или непримереног садржаја: Као и претходни модели, GPT-4 може да генерише информације које су нетачне, непрецизне или непримерене, што представља изазов приликом примене модела у осетљивим контекстима. Корисници морају бити свесни да је излаз модела статистички генерисан и да му је потребна људска провера како би се осигурала тачност и релевантност.
- Будући правци развоја: Како би се превазишла ова ограничења, истраживачи у области вештачке интелигенције раде на развоју нових техника које би омогућиле дубље разумевање контекста, пружање тачнијих и поузданијих одговора, и бољу интеграцију различитих типова података. Будуће верзије GPT модела могле би да садрже побољшане механизме за контролу излаза, смањење пристрасности и боље управљање контекстом.[11]
- Могућности за специјализоване моделе: Један од правца за будући развој је стварање специјализованих верзија GPT-4 за одређене задатке или индустрије. Ови модели би могли бити оптимизовани за примене као што су медицина, право или образовање, где је потребно дубоко разумевање доменских знања и специфичних захтева корисника.

## Закључак
-4 представља важан корак напред у области обраде природног језика и мултимодалних вештачкоинтелигентних модела. Са својим унапређеним архитектурама, повећаним бројем параметара и способношћу обраде различитих типова података, GPT-4 отвара нове могућности за примену вештачке интелигенције у бројним областима. Његова способност генерисања текстова високог квалитета, као и анализа и резимирање сложених информација, чине га вредним алатом за образовање, индустрију, истраживање и многе друге сфере.
Међутим, како се развој оваквих модела наставља, важно је водити рачуна о етичким аспектима њихове употребе, као и о потенцијалним ризицима и ограничењима. Одговорно коришћење, контрола генерисаних садржаја и континуирано истраживање о потенцијалним побољшањима су кључни фактори који ће обликовати будућност оваквих модела.
GPT-4 и његови наследници несумњиво ће наставити да утичу на развој вештачке интелигенције, доносећи нове изазове и могућности у свету комуникације, обраде података и интеракције човека и машине. Како се ови модели усавршавају и постају све софистициранији, њихов утицај на наше друштво и начин на који користимо технологију наставиће да расте, дефинишући нове трендове у пољу вештачке интелигенције и обраде природног језика.